# Маріан Плезія
Маріан Плезія (пол. Marian Plezia; 26 лютого 1917, Краків — 3 листопада 1996, Краків) — польський історик, знавець середньовічної польської історії та автор латино-польського словника та середньовічного латино-польського словника.